# Președintele Senatului României
Președintele Senatului României este senatorul ales să prezideze ședințele Senatului. El (sau ea) este, de asemenea, președinte al Biroului Permanent al Senatului (en), și prima persoană pe linia de succesiune prezidențială, în caz de suspendare.

## Alegerea
Președintele Senatului este ales prin vot secret, cu majoritate de voturi din partea senatorilor. Dacă nici unul dintre candidați nu a întrunit numărul necesar de voturi, primii doi concurează din nou, iar cel cu cele mai multe voturi câștigă.

## Rolul
- cheamă Senatul în sesiuni (ordinare sau extraordinare)
- prezidează ședințele Senatului, asistat de doi secretari
- reprezintă Senatul în relațiile cu Președintele, Camera Deputaților, Guvernul, Curtea Constituțională
- reprezintă Senatul în relațiile externe
- înlocuiește (interimar) Președintele României, dacă acesta din urmă demisionează, este suspendat, incapabil în exercitarea funcției sau moare în timpul mandatului. (El/ea continuă să fie Președinte al Senatului, în timpul interimatului la președinția țării. El/ea acționează ca Președinte al României până la alegerea noului președinte.)

## Istorie

### 1864–1866
Între 3 iulie 1864 și 1 iunie 1866 Camera superioară legislativă s-a fost numit Corpul Ponderator. Membrii erau numiți de către Domnitor, în baza propunerilor de la județe.

### 1866–1946
Camera superioară a fost numită Senat sau Camera Senatului. Cei mai mulți dintre senatori erau aleși, însă o parte erau senatori de drept, așa cum s-a stabilit prin Constituția din 1866. Alegătorii și candidații trebuiau să aibă cel puțin 40 de ani, cu excepția moștenitorului la tron, care era senator de la 18 ani și putea să voteze în Senat de la 21 de ani.

### 1946–1989
În 1946, s-au făcut alegeri doar pentru Adunarea Deputaților, iar Constituția din 1923 a fost restabilită cu unele modificări. După răsturnarea Regelui și proclamarea republicii comuniste, camera superioară a fost dizolvată și desființată.

### 1990–prezent
Camera superioară a Parlamentului este numită Senat și este condusă de un președinte.

## Lista deținătorilor funcției
Președinții interimari sunt menționați cu caractere italice. Regulamentul Senatului prevede că prima ședință de după alegeri este condusă de cel mai în vârstă senator, ajutat de cei mai tineri senatori. Aceștia poartă titlul de Președinte Decan de Vârstă al Senatului, și, pentru că perioada deținerii funcției este foarte scurtă (una sau două zile), ei nu sunt menționați. Deținătorii interimari ai funcției menționați au fost aleși în diferite circumstanțe și pentru mai mult timp. Au fost, de fapt, Vice-Președinți în funcție, aleși ca președinte interimar în timpul vacantării postului de președinte.
Apartenența politică a președinților camerei superioare înainte de dezvoltarea unui sistem partinic modern este redată prin:
| C (Conservator)      | MC (Moderat-Conservator) |
| RL (Liberal-Radical) | ML (Liberal-Moderat)     |

Apartenența politică a președinților camerei superioare după dezvoltarea unui sistem partinic modern este redată prin:
| PNL = Partidul Național Liberal (1875-1950)/(după-1990)                              | PC = Partidul Conservator                                            |
| PNR = Partidul Național Român                                                        | PP = Partidul Poporului                                              |
| PCD = Partidul Conservator-Democrat                                                  | PNȚ = Partidul Național Țărănesc                                     |
| PND = Partidul Naționalist-Democrat                                                  | PNC = Partidul Național Creștin                                      |
| FRN = Frontul Renașterii Naționale (din 1940 PN; Partidul Națiunii)                  | FP = Frontul Plugarilor                                              |
| PMR = Partidul Muncitoresc Român (din 1965 PCR; Partidul Comunist Român)             | FSN = Frontul Salvării Naționale                                     |
| PDSR = Partidul Social Democrat din România (din 2001 PSD; Partidul Social Democrat) | PNȚCD = Partidul Național Țărănesc Creștin Democrat                  |
| PSDR = Partidul Social-Democrat Român                                                | PDL = Partidul Democrat-Liberal (până în 2008 PD; Partidul Democrat) |
| USR = Uniunea Salvați România                                                        |                                                                      |
| Mil. = Militar                                                                       | Ind. = Independent                                                   |

| #                           | Nume                               | Imagine           | An naștere/ an deces | De la                         | Până la                         | Partid                        |
| --------------------------- | ---------------------------------- | ----------------- | -------------------- | ----------------------------- | ------------------------------- | ----------------------------- |
| Corpul Ponderator 1864–1866 |                                    |                   |                      |                               |                                 |                               |
| 1                           | Mitropolit-primat Nifon Rusailă    |                   | 1789–1875            | 6 decembrie 1864              | 1 iunie 1866                    | Ind.                          |
| Senat 1866–1947             |                                    |                   |                      |                               |                                 |                               |
| (1)                         | Mitropolit-primat Nifon Rusailă    |                   | 1789–1875            | 1 iunie 1866                  | 6 iunie 1868                    | Ind.                          |
| 2                           | Ștefan Golescu                     |                   | 1809–1874            | 6 septembrie 1868             | 15 noiembrie 1868               | RL                            |
| 3                           | Nicolae Golescu                    |                   | 1810–1877            | 18 noiembrie 1868             | 9 iulie 1869                    | RL                            |
| 4                           | Alexandru Plagino                  |                   |                      | 2 septembrie 1869             | 4 martie 1871                   | MC                            |
| (1)                         | Mitropolit-primat Nifon Rusailă    |                   | 1789–1875            | 4 martie 1871                 | 5 mai 1875                      | Ind.                          |
| 5                           | Mitropolit-primat Calinic Miclescu |                   | 1822–1886            | 9 iunie 1875                  | 25 martie 1879                  | Ind.                          |
| 6                           | Constantin Bosianu                 |                   | 1815–1882            | 25 mai 1879                   | 15 noiembrie 1879               | PNL                           |
| 7                           | Dimitrie Ghica                     |                   | 1816–1897            | 17 noiembrie 1879             | 8 septembrie 1888               | PNL                           |
| 8                           | Ion Emanoil Florescu               |                   | 1819–1893            | 4 noiembrie 1888              | 7 decembrie 1889                | PC                            |
| 9                           | Nicolae Crețulescu                 |                   | 1812–1900            | 13 decembrie 1889             | 6 iunie 1890                    | PC                            |
| (8)                         | Ion Emanoil Florescu               |                   | 1819–1893            | 17 noiembrie 1890             | 21 februarie 1891               | PC                            |
| 10                          | Constantin Boerescu                |                   | 1836–1908            | 1 martie 1891                 | 11 decembrie 1891               | PC                            |
| 11                          | Gheorghe Grigore Cantacuzino       |                   | 1833–1913            | 25 februarie 1892             | 24 octombrie 1895               | PC                            |
| 12                          | Dimitrie Ghica                     |                   | 1816–1897            | 9 decembrie 1895              | 15 februarie 1897               | PNL                           |
| 13                          | Dimitrie A. Sturdza                |                   | 1833–1914            | 20 februarie 1897             | 31 martie 1897                  | PNL                           |
| 14                          | Eugeniu Stătescu                   |                   | 1836–1905            | 31 martie 1897                | 18 noiembrie 1897               | PNL                           |
| 15                          | Nicolae Gane                       |                   | 1838–1916            | 18 noiembrie 1897             | 21 aprilie 1899                 | PNL                           |
| (10)                        | Constantin Boerescu                |                   | 1836–1908            | 13 iunie 1899                 | 14 februarie 1901               | PC                            |
| (14)                        | Eugeniu Stătescu                   |                   | 1836–1905            | 24 martie 1901                | 15 noiembrie 1902               | PNL                           |
| 16                          | Petre S. Aurelian                  |                   | 1833–1909            | 16 noiembrie 1902             | 23 decembrie 1904               | PNL                           |
| (10)                        | Constantin Boerescu                |                   | 1836–1908            | 25 februarie 1905             | 26 aprilie 1907                 | PC                            |
| (16)                        | Petre S. Aurelian                  |                   | 1833–1909            | 9 iunie 1907                  | 24 ianuarie 1909                | PNL                           |
| 17                          | Constantin Budișteanu              |                   | 1838–1911            | 28 ianuarie 1909              | 10 ianuarie 1911                | PNL                           |
| (11)                        | Gheorghe Grigore Cantacuzino       |                   | 1833–1913            | 10 martie 1911                | 23 martie 1913                  | PC                            |
| 18                          | Theodor Rosetti                    |                   | 1837–1932            | 27 martie 1913                | 3 iulie 1913                    | PC                            |
| 19                          | Ioan Lahovary                      |                   | 1844–1915            | 3 iulie 1913                  | 11 ianuarie 1914                | PC                            |
| 20                          | Basile M. Missir                   |                   | 1843–1929            | 21 februarie 1914             | 9 decembrie 1916                | PNL                           |
| 21                          | Emanoil Porumbaru                  |                   | 1845–1921            | 9 decembrie 1916              | 25 aprilie 1918                 | PNL                           |
| 22                          | Dimitrie Dobrescu                  |                   |                      | 4 iunie 1918                  | 5 noiembrie 1918                | PC                            |
| 23                          | Paul Bujor                         |                   | 1862–1952            | 28 noiembrie 1919             | 26 martie 1920                  | PȚ                            |
| 24                          | Constantin Coandă                  |                   | 1857–1932            | 22 iunie 1920                 | 22 ianuarie 1922                | PP                            |
| 25                          | Mihail Pherekyde                   |                   | 1842–1926            | 31 martie 1922                | 24 ianuarie 1926                | PNL                           |
| 26                          | Constantin I. Nicolaescu           |                   |                      | 3 februarie 1926              | 27 martie 1926                  | PNL                           |
| (24)                        | Constantin Coandă                  |                   | 1857–1932            | 8 iulie 1926                  | 5 iunie 1927                    | PP                            |
| 27                          | Constantin I. Nicolaescu           |                   |                      | 18 iunie 1927                 | 10 noiembrie 1928               | PNL                           |
| 28                          | Traian Bratu                       |                   | 1875–1940            | 23 decembrie 1928             | 30 aprilie 1931                 | PNȚ                           |
| 29                          | Mihail Sadoveanu                   |                   | 1880–1961            | 18 iunie 1931                 | 10 iunie 1932                   | Ind.                          |
| 30                          | Nicolae Costăchescu                |                   |                      | 4 august 1932                 | 18 noiembrie 1933               | PNȚ                           |
| 31                          | Leonte Moldovan                    |                   |                      | 10 februarie 1934             | 15 noiembrie 1935               | PNL                           |
| 32                          | Constantin Dimitriu-Dovlecel       |                   |                      | 15 noiembrie 1935             | 15 noiembrie 1936               | PNL                           |
| 33                          | Alexandru Lapedatu                 |                   | 1876–1950            | 16 noiembrie 1936             | 20 martie 1937                  | PNL                           |
| 34                          | Nicolae Iorga                      |                   | 1871–1940            | 9 iunie 1939                  | 13 iunie 1939                   | Ind.                          |
| 35                          | Constantin Argetoianu              |                   | 1871–1955            | 15 iunie 1939                 | 5 august 1940                   | FRN/PN                        |
| Senat din 1990              |                                    |                   |                      |                               |                                 |                               |
| 36                          | Alexandru Bârlădeanu               |                   | 1911–1997            | 18 iunie 1990                 | 16 octombrie 1992               | FSN                           |
| 37                          | Oliviu Gherman                     |                   | 1930–2020            | 22 octombrie 1992             | 22 noiembrie 1996               | FDSN/PDSR                     |
| 38                          | Petre Roman                        |                   | 1946–                | 27 noiembrie 1996             | 22 decembrie 1999               | PD                            |
| 39                          | Mircea Ionescu-Quintus             |                   | 1917–2017            | 4 februarie 2000              | 30 noiembrie 2000               | PNL                           |
| 40                          | Nicolae Văcăroiu                   |                   | 1943–                | 15 decembrie 2000             | 30 noiembrie 2004               | PDSR/PSD                      |
| 40                          | Nicolae Văcăroiu                   | 19 decembrie 2004 | 1943–                | 14 octombrie 2008             | PSD                             |                               |
| —                           | Doru Ioan Tărăcilă                 |                   | 1951–                | 14 octombrie 2008             | PSD                             | 28 octombrie 2008             |
| 41                          | Ilie Sârbu                         |                   | 1950–                | 28 octombrie 2008             | PSD                             | 13 decembrie 2008             |
| 42                          | Mircea Geoană                      |                   | 1958–                | 19 decembrie 2008             | PSD                             | 23 noiembrie 2011             |
| —                           | Petru Filip                        |                   | 1955–                | 23 noiembrie 2011             | 28 noiembrie 2011               | PDL                           |
| 43                          | Vasile Blaga                       |                   | 1956–                | 28 noiembrie 2011             | 3 iulie 2012                    | PDL                           |
| 44                          | Crin Antonescu                     |                   | 1959–                | 3 iulie 2012                  | 4 martie 2014                   | PNL                           |
| —                           | Cristian Dumitrescu                |                   | 1955–                | 4 martie 2014                 | 10 martie 2014                  | PSD                           |
| 45                          | Călin Popescu-Tăriceanu            |                   | 1952–                | 10 martie 2014                | 10 septembrie 2019              | Independent PLR/ALDE          |
| 46                          | Teodor Meleșcanu                   |                   | 1941–                | 10 septembrie 2019            | 3 februarie 2020                | Independent (susținut de PSD) |
| —                           | Titus Corlățean                    |                   | 1968–                | 3 februarie 2020              | 9 aprilie 2020                  | PSD                           |
| —                           | Robert Cazanciuc                   |                   | 1971–                | 9 aprilie 2020                | 21 decembrie 2020               | PSD                           |
| 47                          | Anca Dragu                         |                   | 1972–                | 21 decembrie 2020             | 23 noiembrie 2021               | USR PLUS                      |
| 48                          | Florin Cîțu                        |                   | 1972–                | 23 noiembrie 2021             | 29 iunie 2022                   | PNL                           |
| —                           | Alina Gorghiu                      |                   | 1978–                | 29 iunie 2022                 | 13 iunie 2023                   | PNL                           |
| 49                          | Nicolae Ciucă                      |                   | 1967–                | 13 iunie 2023                 | 23 decembrie 2024               | PNL                           |
| 50                          | Ilie Bolojan                       |                   | 1969–                | 23 decembrie 2024 26 mai 2025 | 12 februarie 2025 23 iunie 2025 | PNL                           |
| —                           | Mircea Abrudean                    |                   | 1984–                | 12 februarie 2025             | 26 mai 2025                     | PNL                           |
| 51                          | Mircea Abrudean                    | 24 iunie 2025     | 1984–                | prezent                       |                                 | PNL                           |